# (88297) Huikilolani
(88297) Huikilolani est un astéroïde de la ceinture principale.

## Description
(88297) Huikilolani est un astéroïde de la ceinture principale. Il fut découvert le 11 juillet 2001 à Needville par Joseph A. Dellinger et William G. Dillon. Il présente une orbite caractérisée par un demi-grand axe de 2,17 UA, une excentricité de 0,16 et une inclinaison de 4,2° par rapport à l'écliptique.

## Compléments